# Екатерина Великая (фильм, 1968)
«Екатерина Великая» (англ. Great Catherine) — британский художественный фильм с элементами комедии, снятый в 1968 году режиссёром Гордоном Флемингом по пьесе Джорджа Бернарда Шоу на студии Shepperton Studios.
Музыку написал Дмитрий Тёмкин.
Премьера фильма состоялась 6 декабря 1968 года.

## Сюжет
Из-за брака по расчёту без любви с незрелым будущим царём, молодая немецкая принцесса оказывается искусным политическим бойцом и становится со временем русской императрицей Екатериной Великой.
Основан на биографии британского дипломата Чарльза Ханбери Уильямса, прибывшего в российскую столицу с деликатной миссией: убедить императрицу Екатерину II и её министров, что нужно послать русские войска на защиту Ганновера в случае нападения Пруссии.

## В ролях
- Жанна Моро — Екатерина II
- Зеро Мостел —  Григорий Потёмкин
- Питер О’Тул — капитан Чарльз Эдстэстон
- Анджела Скулар —  Клэр
- Кейт О’Мара — Варенька
- Аким Тамиров — сержант
- Джек Хокинс — британский посол
- Мари Лор —  вдова леди Горс
- Клер Гордон — Елизавета Волконская